# Gymnastes nigripes
Gymnastes nigripes är en tvåvingeart som först beskrevs av Alexander 1922.  Gymnastes nigripes ingår i släktet Gymnastes och familjen småharkrankar. Inga underarter finns listade i Catalogue of Life.